# Коридорна гробниця

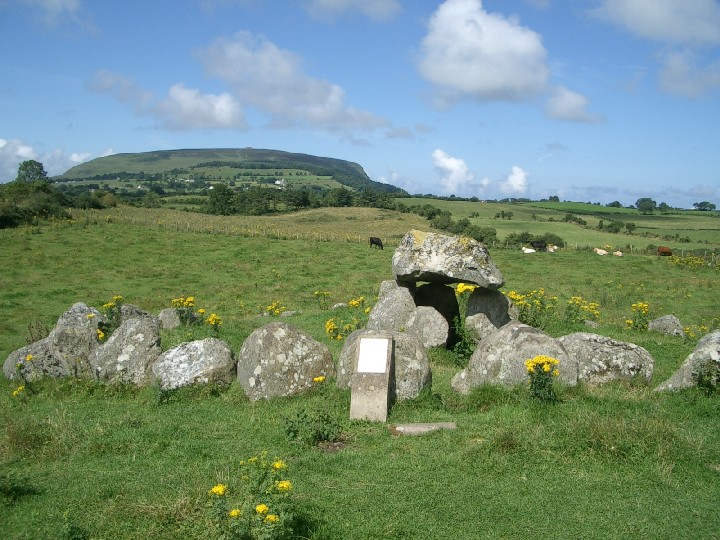
Проста коридорна гробниця у Карроуморі біля Слайго в Ірландії

Коридорна гробниця (термін є буквальним перекладом англійського passage grave, або passage tomb) — тип гробниці епохи неоліту і бронзової доби. Існують різні варіанти: деякі з єдиною похоронною камерою, деякі з додатковими, такими, що відходять від основної, деякі мають хрестоподібне планування. Нерідко поверх коридорної гробниці, особливо пізнього типу, насипається каїрн.
У коридорних гробниць типу каїрна нерідко є дахи з карнизами замість звичайних кам'яних плит. У ряді гробниць виявлено пам'ятники мегалітичного мистецтва, вирізані на камені. Сам коридор, у ряді відомих випадків, має такий напрямок, що сонце просвічує коридор наскрізь у певний день року, наприклад, зимового або літнього сонцестояння, весняного або осіннього рівнодення.
Термін «коридорна гробниця», мабуть, уперше запропонували ірландські археологи Шон О'Нолан (англ. Sean O'Nuallain) і Руайри де Валера (Ruaidhri De Valera) в 1960-і роки. Вони запропонували вирізняти 4 категорії мегалітичних гробниць: коридорна гробниця, каїрн з двором, портальний дольмен і клиноподібна галерейна гробниця. Серед них лише коридорна гробниця отримала в Європі широке поширення, особливо уздовж атлантичного узбережжя, від Ірландії до Іберії і навіть у деяких районах Середземномор'я, включаючи північне узбережжя Африки.
Самі ранні коридорні гробниці, мабуть, набували форми невеликих дольменів або кам'яних конструкцій. У Ірландії і Британії коридорні гробниці нерідко виявляються великими групами, тобто практично існували цілі кладовища з коридорних гробниць. Пізніші коридорні гробниці в основному споруджувалися на вершинах пагорбів або гір, щоб відвідувачі могли побачити їх здалека.

## Приклади відомих коридорних гробниць
- Велика Британія:
  - Шотландія: Avielochan[en], Clava cairn[en] і Мейсхау
  - Уельс: Брін-Келлі-Ді
  - Джерсі: Ла-Хуг-Бі
- Франція: Гавріні, Карнак
- Іспанія: Лос-Мильярес
- Ірландія: Бру-на-Бойн, Лох-Крю, Карроукіл, Карроумор, Каїрн-Хілл
- Данія: Ревехей

## Ресурси Інтернету
- Pretanic World — Chart of Neolithic, Bronze Age and Celtic Stone Structures
- Newgrange Passage Grave [Архівовано 25 листопада 2010 у Wayback Machine.]
- Bremore Passage Tomb cemetery, Co. Dublin

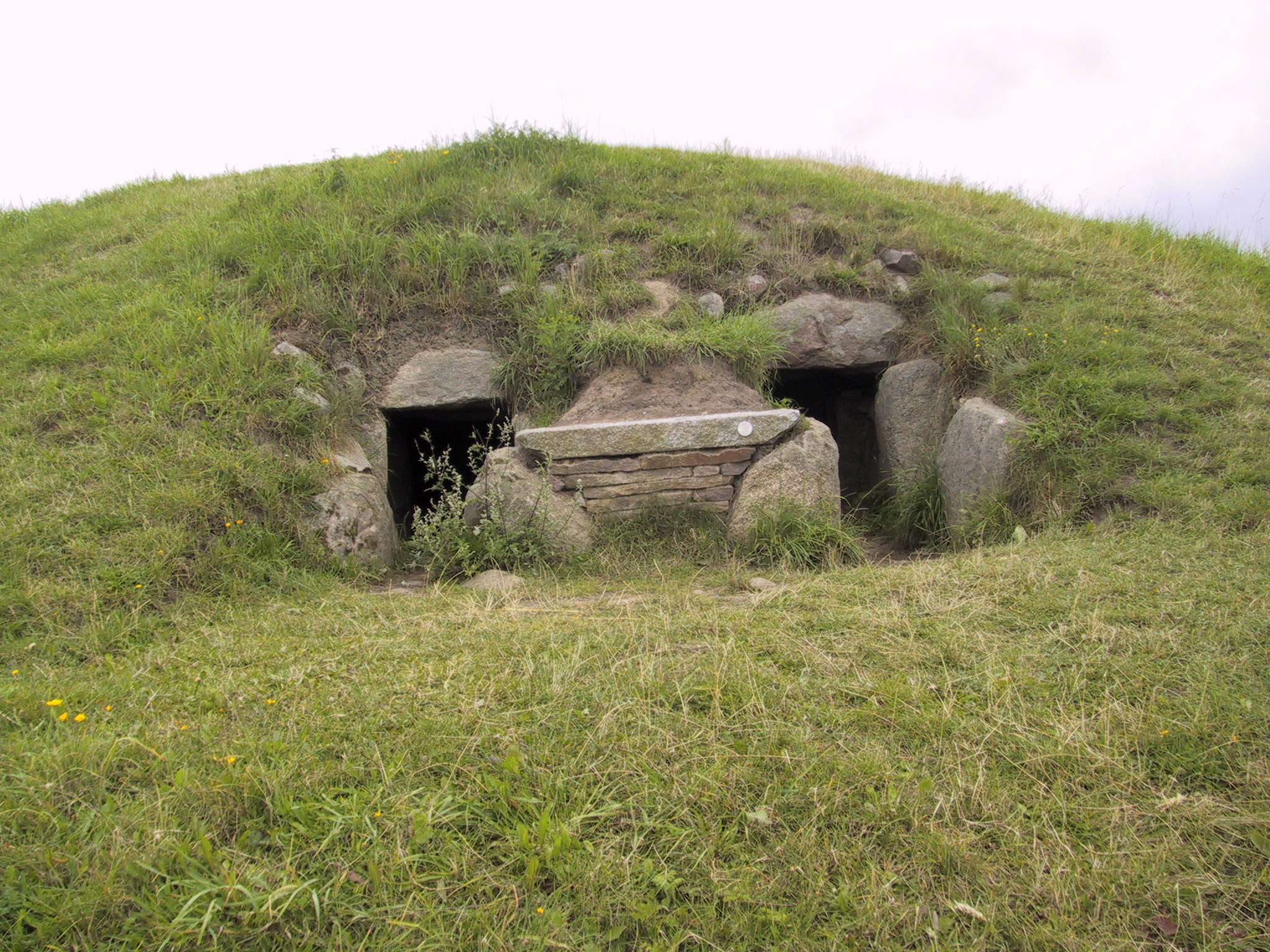
Клеккенде Хей, гробниця з подвійним ходом, Реддінге, Мін
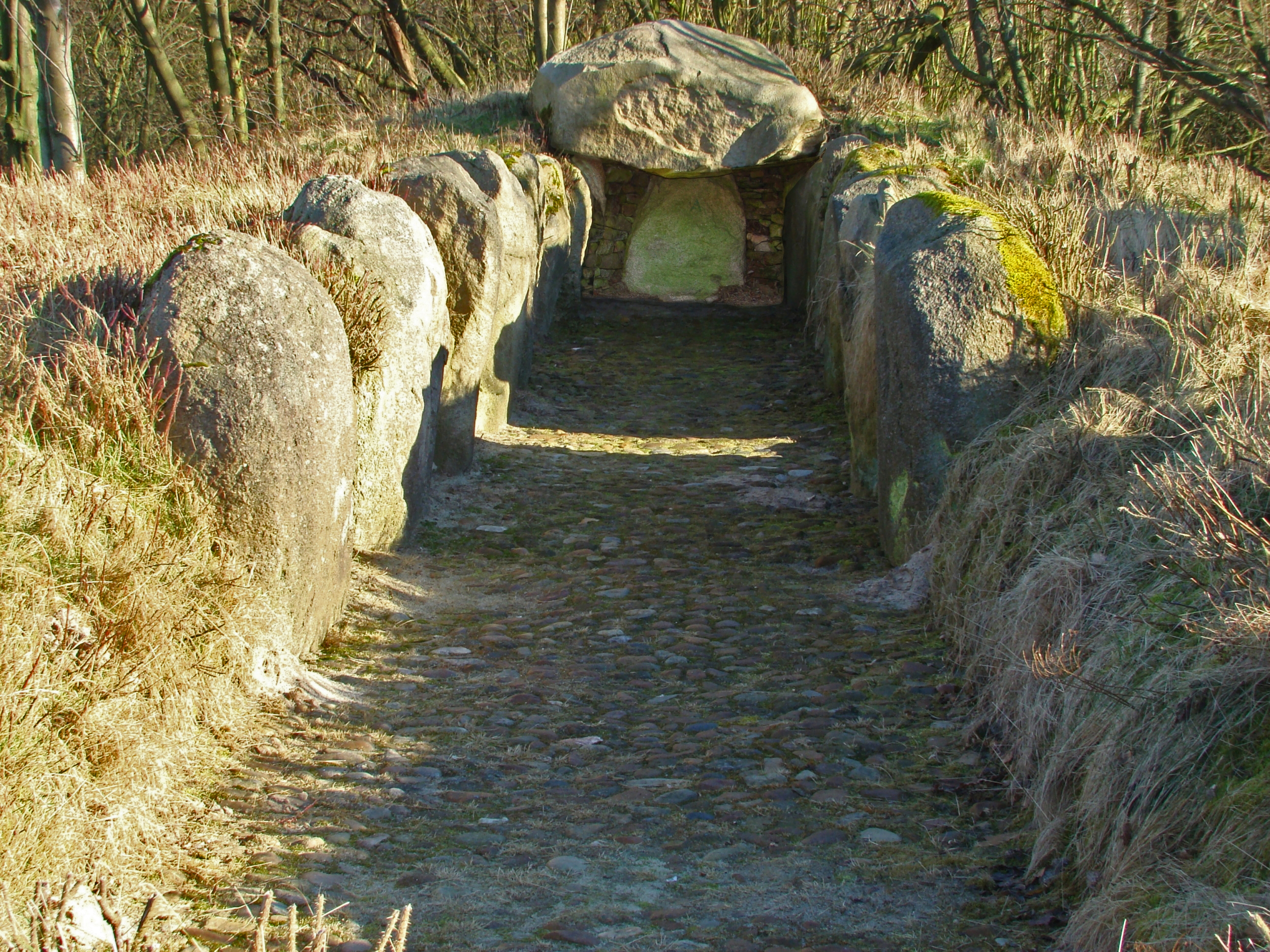
Коридорна гробниця, Берген (округ Целле), природний парк Зюдхайде
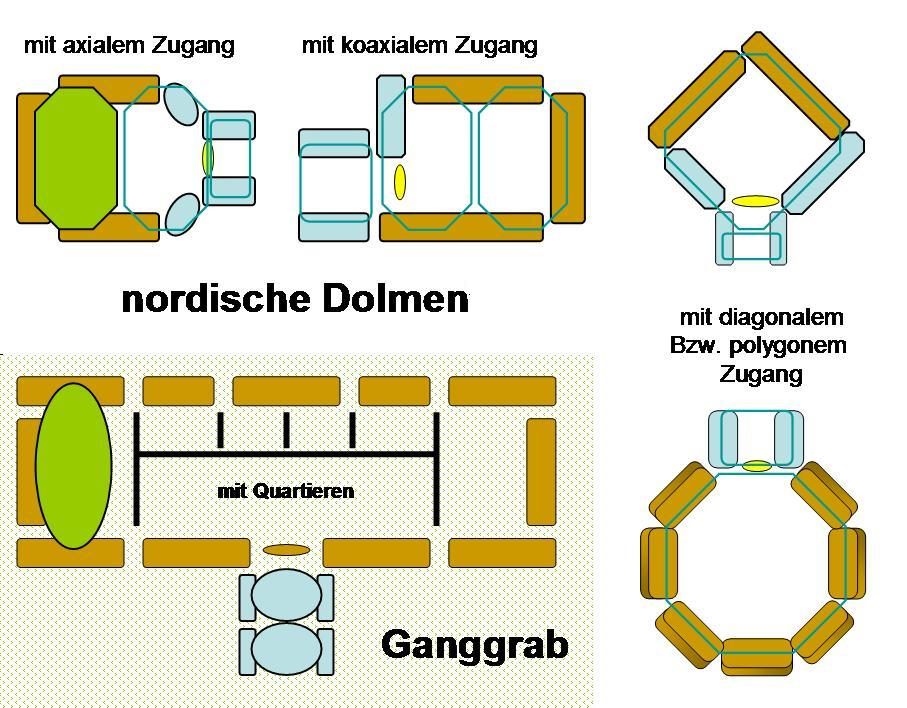
Дольмен і коридорна гробниця
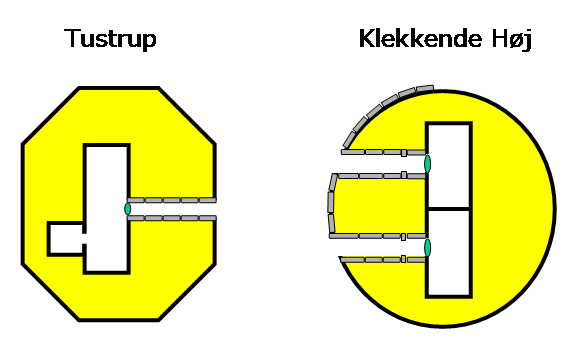
Особливі форми коридорних гробниць
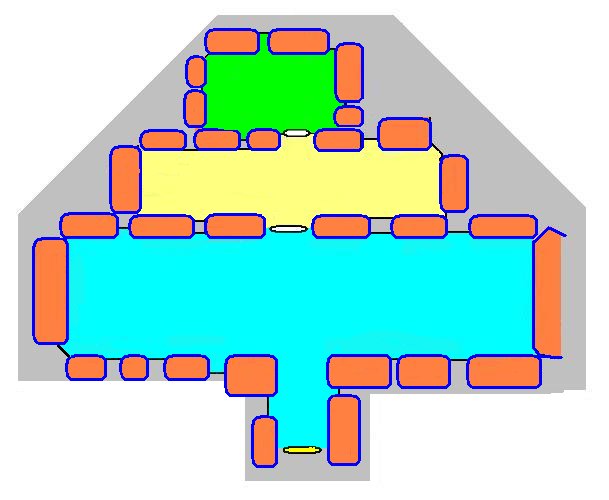
Висихей, Данія: найбільш складний приклад коридорної гробниці
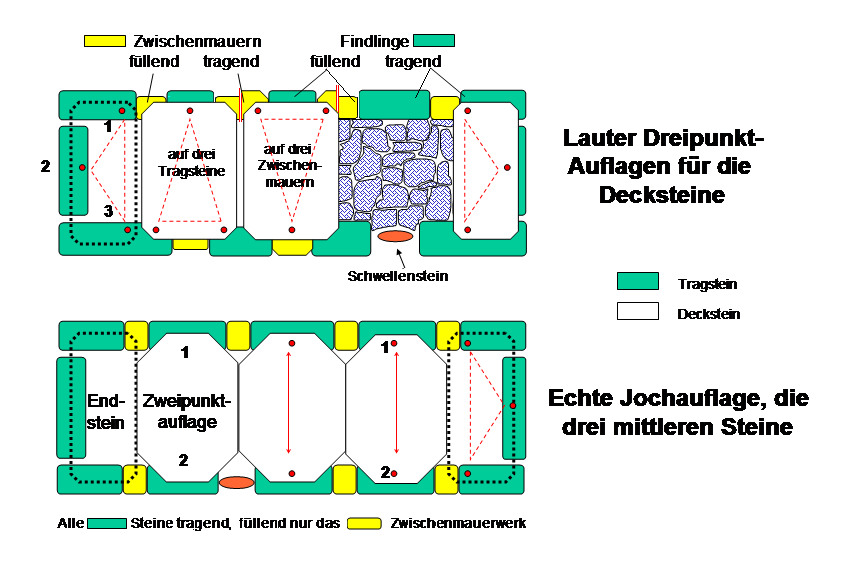
Конструкція, характерна для пізніх споруд, з декількома накриваючими плитами
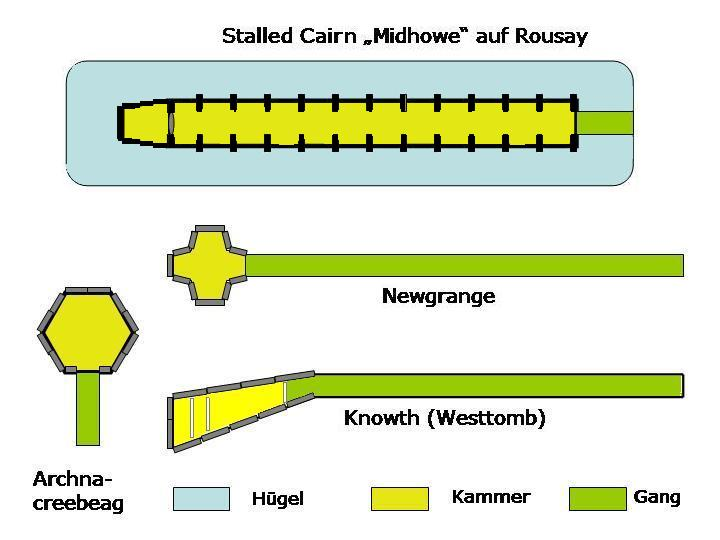
Коридорні гробниці